# صراف آلي (فلم)
صراف آلي (بالإنجليزية: ATM) هو فيلم رعب تم إنتاجه في الولايات المتحدة وصدر سنة 2012 بطولة أليس إيف وجوش بيك وبرايان جيراغتي.

## القصة
يتعرض 3 أصدقاء لهجوم من قبل مقنعين فيختبؤون داخل صراف آلى

## الميزانية والإيرادات
كلف الفيلم 3 مليون دولار وحقق أرباح تقدر بـ 1 مليون دولار.

## وصلات خارجية
صراف آلي على موقع IMDb (الإنجليزية)
- صراف آلي على موقع ميتاكريتيك (الإنجليزية)
- صراف آلي على موقع روتن توميتوز (الإنجليزية)
- صراف آلي على موقع نتفليكس (الإنجليزية)
- صراف آلي على موقع قاعدة بيانات الأفلام العربية
- صراف آلي على موقع ألو سيني (الفرنسية)
- صراف آلي على موقع أول موفي (الإنجليزية)
- صراف آلي على موقع بوكس أوفيس موجو (الإنجليزية)
- صراف آلي على موقع فيلمافينيتي (الإسبانية)
- صراف آلي على موقع قاعدة بيانات الفيلم (الإنجليزية)